# Мадіахере Дінг
Мадіахере Дінг (д/н —1691) — 12-й дамель (володар) держави Кайор в 1691 році.

## Життєпис
Походив з династії Фалл. Про батьків обмаль відомостей. 1691 року вирішив скористатися зовнішніми невдачами дамеля Махуредіа Діодіо Діуфа. якого повалив і вбив, захопивши столицю Мбул. тут оголосив себе дамелем. Втім лише частина знаті його підтримала. Доволі швидко був переможений і страчений Бірам Мбенда Тілором, сином Махуредіа Діодіо.